# Tchukotka
O Okrug Autônomo de Tchukotka  (em russo:  Чуко́тский автоно́мный о́круг, transliterado Tchukotski avtonomny okrug; em Chukchi: Чукоткакэн автономныкэн округ), ou Tchukotka (Чуко́тка), é uma das subdivisões da Rússia, um okrug, localizado no extremo leste da Rússia.

## Localização
É a parte mais oriental da Federação Russa, estando uma pequena parte de seu território no Hemisfério Ocidental. A leste de Tchukotka fica o Mar de Bering, extremo nordeste do Oceano Pacífico, ao norte ficam o Mar de Chukchi e o Mar Siberiano Oriental, ambos parte do Oceano Ártico. Seus limites terrestres são: a sudoeste o Oblast de Magadan, ao sul o Krai de Kamtchatka e a oeste a Iacútia.

## Dados básicos
Sua área é de 737 700 km² e sua população de apenas 53.824 habitantes, conforme Censo Russo de 2002, sendo uma área bastante despovoada. Foi parte do Oblast de Magadan até 1991, quando declarou sua independência, reconhecida pela Rússia dois anos depois.
Em Tchukotka ficam o lago El'gygytgyn, importante local de pesquisa científica sobre alterações climáticas e também a vila de Uelen, o assentamento russo mais próximo do Alasca, Estados Unidos.

## Divisões administrativas

Distritos de Tchukotka.

1. Distrito de Anadyr
2. Distrito de Bilibino
3. Distrito de Iultin
4. Distrito de Providéniya
5. Distrito de Chaunlag
6. Distrito de Chukotka

## Planejamento Regional
O Okrug Autônomo de Tchukotka compõe o Distrito Federal do Extremo Oriente, a Região Econômica do Extremo Oriente, a Macrozona Econômica Transuraliana e a Zona Econômica do Leste da Rússia.

## História

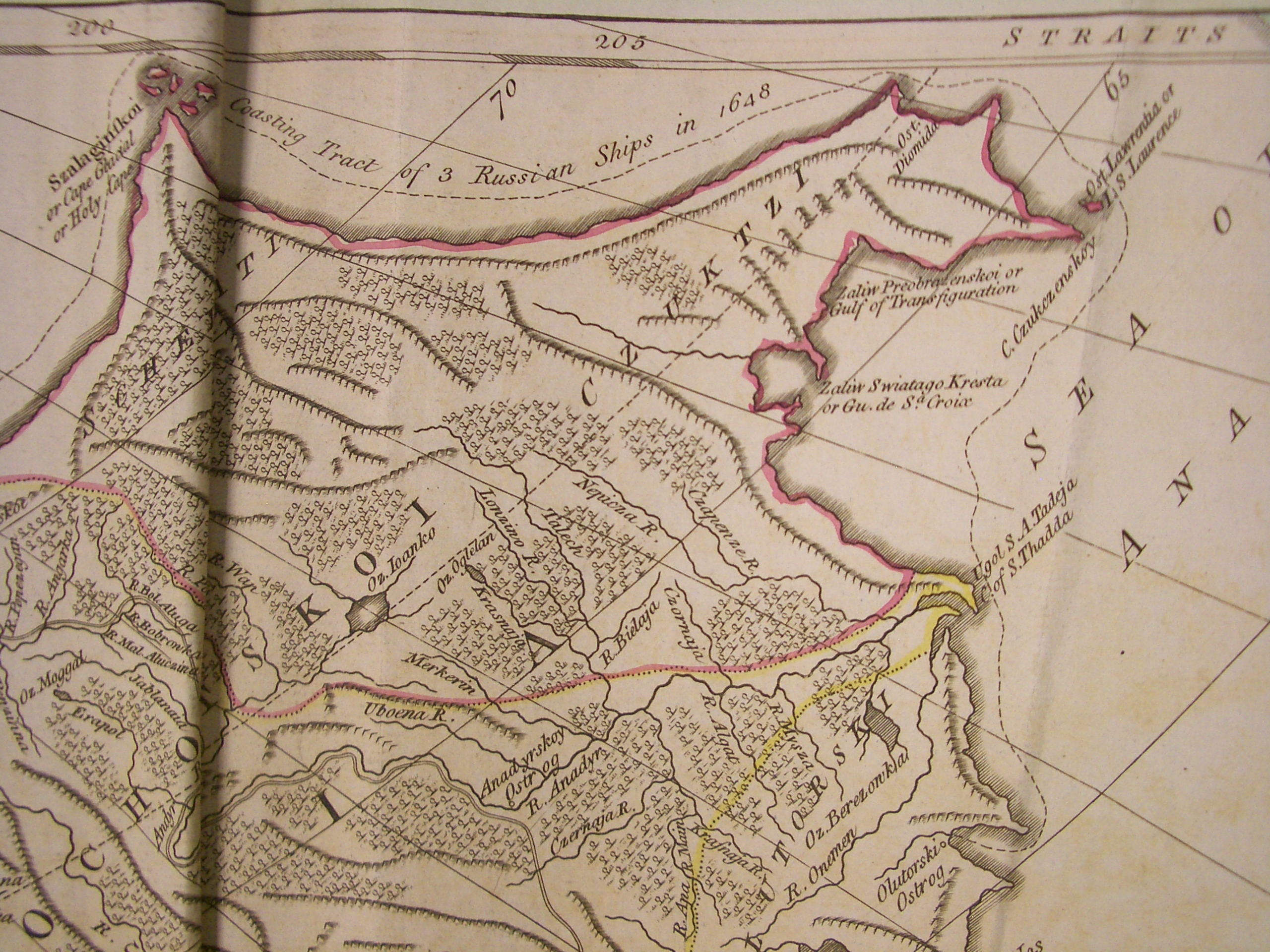
Mapa de Tchukotka Rota da expedição "Dejnev", 1648, data dos primeiros assentamentos

Tchukotka era um okrug autônomo subordinado ao óblast de Magadan, do qual declarou-se autônomo em 1991, fato aceito e confirmado pela Corte Constitucional da Rússia dois anos depois. Foi tradicionalmente uma área das etnias Chukchis, dos Yupiks siberianos,  Koryaques, Chuvans, Evens/Lamuts, Yukaghirs e antigos assentamentos russos. Durante o período da União Soviética foi objeto de coletivizações e assentamentos forçados.

## Economia
Tchukotka possui grandes reservas de petróleo, gás natural, carvão, ouro, tungstênio, as quais vêm sendo exploradas de forma gradual. Porém, a maior parte da população rural vive da caça, pesca e criação de renas. A população urbana trabalha em mineração, administração, construção, trabalhos culturais, educação, medicina, etc.

## Transportes
Em Tchukotka não há rodovias e o transporte aéreo é o principal meio de transporte. O aeroporto mais importante é Ugolny, próximo a Anadyr. Há navegação costeira, mas a forte presença de gelo durante metade do ano é um limitador para esse transporte.

## Demografia
População (2002):  53,824
Os Grupos Étnicos: indígenas são menos de um terço da população de Tchukotka, conforme o Censo de 2002 da Rússia.
A composição dessa população era nessa data .:
- Russos - 51,86%
- Chukchis - 23,45%
- Ucranianos - 9,22%
- Esquimós - 2,85%
- Evens - 2,61%
- Chuvans - 1,78%
- Tártaros - 0.99%
- Bielorrussos - 0.96%
- Yukaghir - 0.34%
- Chuváchios - 0.30%
- Moldavos - 0.24%
- Buriatos - 0.22%
- Alemães étnicos - 0.22%
- Baskirs - 0.22%
- Azeris russos - 0.20%
- Não declarados - 2,23%
- outros grupos com menos de 100 pessoas cada.

Historicamente, a variação da composição foi como segue:
|            | Censo 1939     | Censo 1959     | Censo 1970     | Censo 1979     | Censo 1989      | Censo 2002     |
| ---------- | -------------- | -------------- | -------------- | -------------- | --------------- | -------------- |
| Chukchis   | 12,111 (56.2%) | 9,975 (21.4%)  | 11,001 (10.9%) | 11,292 (8.1%)  | 11,914 (7.3%)   | 12,622 (23.5%) |
| Chuvans    |                |                |                |                | 944 (0.6%)      | 951 (1.8%)     |
| Esquimós   | 800 (3.7%)     | 1,064 (2.3%)   | 1,149 (1.1%)   | 1,278 (0.9%)   | 1,452 (0.9%)    | 1,534 (2.9%)   |
| Evens      | 817 (3.8%)     | 820 (1.8%)     | 1,061 (1.0%)   | 969 (0.7%)     | 1,336 (0.8%)    | 1,407 (2.6%)   |
| Russos     | 5,183 (24.1%)  | 28,318 (60.7%) | 70,531 (69.7%) | 96,424 (68.9%) | 108,297 (66.1%) | 27,918 (51.9%) |
| Ucranianos | 571 (2.7%)     | 3,543 (7.6%)   | 10,393 (10.3%) | 20,122 (14.4%) | 27,600 (16.8%)  | 4,960 (9.2%)   |
| Outros     | 2,055 (9.5%)   | 2,969 (6.4%)   | 7,049 (7.0%)   | 9,859 (7.0%)   | 12,391 (7.6%)   | 4,432 (8.2%)   |
| Total      | 21,537         | 46,689         | 101,194        | 139,944        | 163,934         | 53,824         |

Observa-se na tabela cima um significativo crescimento da população relativa de russos e de ucranianos entre 1939, 1949 e 1959, com leve redução no período "pós-Comunismo". Nesse período se reduziu a participação indígena na região, havendo um crescimento no "pós-Comunismo".
Pesquisas etnográficas indicam Esquimós Yupik como população indígena próxima a Provideniya,  Chuvans na vila de Chuvanskoye, 100 km a oeste de Markovo, Evens em terras mais interiores e Chukchis por todo o resto da região.
Estatísticas vitais (2005)
- nascimentos: 795 (taxa de natalidade: 15,7)
- óbitos: 597 (taxa de mortalidade: 11,8)

Estatísticas vitais (2007)
nascimentos: 15,94 por 1000 (13,62 - áreas urbanas & 20,56 - áreas rurais) 
Taxa de óbitos: 12,37 por 1000
Migração: -8,2 por 1000
Difer. Nascimento - Óbitos: +0,37% por Ano
Variação populacional: -0,44% por Ano (População em queda pela emigração, mesmo com nascimentos superando os óbitos com boa margem)